# Palicourea anacardiifolia
Palicourea anacardiifolia är en måreväxtart som först beskrevs av Alexander von Humboldt, Aimé Bonpland och Schult., och fick sitt nu gällande namn av Paul Carpenter Standley. Palicourea anacardiifolia ingår i släktet Palicourea och familjen måreväxter.
Artens utbredningsområde är Colombia. Inga underarter finns listade i Catalogue of Life.